# Glyphocrangon lowryi
Glyphocrangon lowryi is een garnalensoort uit de familie van de Glyphocrangonidae. De wetenschappelijke naam van de soort is voor het eerst geldig gepubliceerd in 1987 door Kensley, Tranter & Griffin.